# Carbacefem

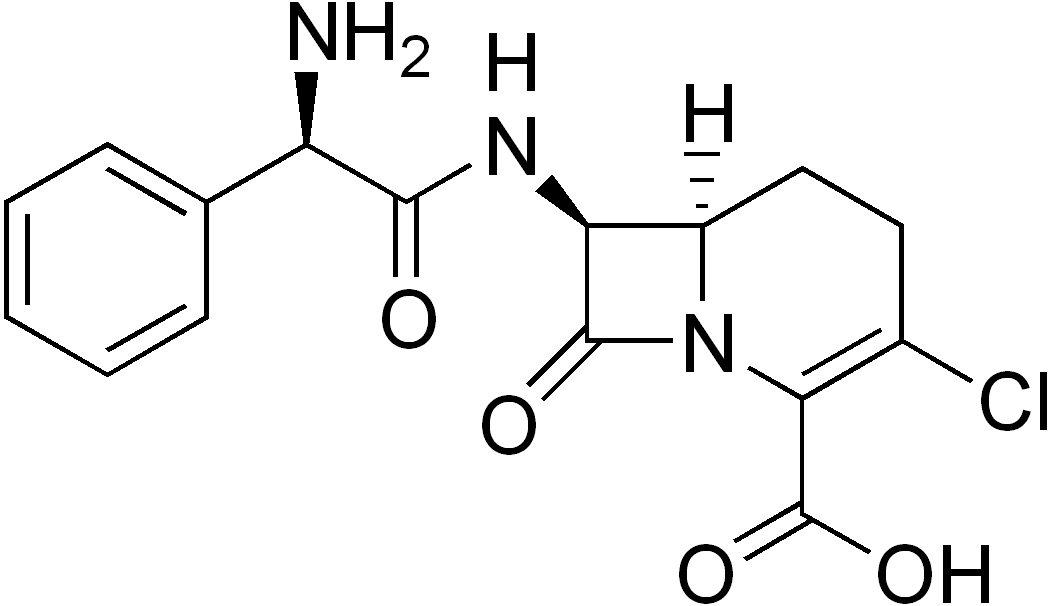
Loracarbef, un carbacefem

Un carbacefem, en anglès:carbacephem és un tipus d'antibiòtic fet sintèticament basat en l'estructura de la cefalosporina, un cefem. Els carbacefems o antibiòtic carbacefèmics són similars als cefems, però amb un carboni substituït per un sofre.
És un preventiu de la divisió cel·lular dels bacteris inhibint la síntesi de la paret cel·lular.